# Кузьниця-Заґжебська
Кузьниця-Заґжебська (пол. Kuźnica Zagrzebska) — село в Польщі, у гміні Кльонова Серадзького повіту Лодзинського воєводства.
Населення — 172 особи (2011).
У 1975-1998 роках село належало до Серадзького воєводства.

## Демографія
Демографічна структура станом на 31 березня 2011 року:
|          | Загалом | Допрацездатний вік | Працездатний вік | Постпрацездатний вік |
| -------- | ------- | ------------------ | ---------------- | -------------------- |
| Чоловіки | 92      | 27                 | 58               | 7                    |
| Жінки    | 80      | 23                 | 35               | 22                   |
| Разом    | 172     | 50                 | 93               | 29                   |